# St. Francis FC
El St. Francis Football Club és un club de futbol irlandès de la ciutat de Dublín.

## Història
St Francis va ser fundat el 1958 inicialment com un equip de futbol base. El 1968 fou introduït el primer equip sènior. La temporada 1989-90 esdevingué el primer club de fora de la League of Ireland en arribar a la final de copa en 50 anys, perdent amb Bray Wanderers. Fou membre de la lliga de primera divisió entre 1996-97 i 2000-01.

## Palmarès
- Lliga Senior de Leinster: 
  - 1989-90, 1991-92, 1992-93, 1995-96
- FAI Junior Cup: 
  - 1968-69, 1982-83